# Omnium (cyklistický víceboj)
Omnium je název pro víceboj v dráhové cyklistice. Omnium mělo vždy zvláštní prestiž, protože vyžaduje vyrovnanost výkonů v různých oborech. V roce 2007 se vrátilo do programu mistrovství světa v dráhové cyklistice.
Od roku 2012 je omnium součástí olympijských her. Součástí závodu bude bodovací závod na třicet kilometrů, stíhací závod na čtyři kilometry, 200 m s letmým startem, vylučovací závod, scratch a závod na 1 km s pevným startem.
Název disciplíny pochází z latinského omnium, česky všechno.

## Historie
Omnium bylo vyřazeno z profesionálního mistrovství světa na konci 70. let 20. století. Dál se ale omnia jezdila v národních podmínkách, zvláště populární byla ve Velké Británii. Byla pořádána také v Česku a nachází se ve dvou variantách v programu mistrovství Evropy.
Do programu mistrovství světa vrátila Mezinárodní cyklistická unie UCI omnium při jednání v Salcburku v roce 2006. O jeho znovuzařazení se zasadil člen exekutivy UCI a bývalý belgický cyklista Patrick Sercu, který v 70. letech vyhrál v této disciplíně poslední titul mistra světa.
Omnium se vrátilo do jiné epochy dráhové cyklistiky, která vyniká mnohem větší specializací.
| „                                                          | Vítězem omnia možná nebude nejlepší sprinter, možná jím nebude ani nejlepší cyklista v bodovacím závodě; mohlo by vyhovovat závodníkům, kteří jsou v 'šedé zóně'. Ale nebude to závod nebo titul, který by se dával zadarmo; bude to velmi těžké a závodník dosáhne zaslouženého vítězství. | “ |
| — Gilles Peruzzi, koordinátor dráhové cyklistiky UCI, 2006 | |   |

V roce 2007 vyhrál první omnium zařazené do programu mistrovství světa po bezmála 40 letech český cyklista Alois Kaňkovský.

## Pravidla
Na rozdíl od řady jiných vícebojů (např. atletického desetiboje či sedmiboje nebo moderního pětiboje) nejsou pro jednotlivé disciplíny určené bodovací tabulky, ale rozhoduje pouze pořadí v částech omnia. O konečném pořadí rozhoduje součet pořadí v jeho částech. Důvodem je, že v některých případech nelze výsledek normalizovat (bodovací závod, hladký závod ad.) tak, jako v disciplínách měřených na čas – stíhacím závodě či kilometru s pevným startem. V případě rovnosti bodů rozhoduje o vítězi lepší součet časů v závodech s měřeným časem.
Podle pravidel UCI musí oddělovat jednotlivé části omnia alespoň půlhodinová přestávka, která ale může být kratší po disciplínách, u kterých se předpokládá kratší zotavení – například po závodu na 200 metrů s letmým startem.

## Druhy omnií
Na mistrovství světa je zařazeno omnium zahrnující disciplíny v plné škále všestrannosti:
- závod na 200 metrů s letmým startem
- hladký závod (scratch)
- stíhací závod na 3 km
- bodovací závod
- závod na kilometr s pevným startem

Závod na 200 metrů a na kilometr s pevným startem jsou považované za sprinterské disciplíny, zbylé za vytrvalostní, i když délka stíhacího závodu je oproti běžným pravidlům pro specialisty o čtvrtinu zkrácena.
Na mistrovství Evropy se závodí ve dvou samostatných omniích – sprinterském a stíhačském. Sprinterské omnium se skládá z těchto částí:

### Sprinterské omnium
- keirin
- vylučovací závod
- závod na 200 m/jedno kolo s letmým startem
- sprint

### Stíhačské omnium
- hladký závod
- vylučovací závod
- stíhací závod
- bodovací závod